# Diego Fernández de Quiñones I

Escudo de los Quiñones conformado por un jaquelado de veros

Diego Fernández de Quiñones I (1370 - León, 1444-1445), fue un noble español, merino mayor de Asturias (1402-1444) y IV señor de Luna. Conocido como «el de la buena fortuna» debido a la riqueza y propiedades que acumuló, así como por su longevidad, tuvo un papel destacado en la política nobiliaria y militar del Reino de Castilla. Es importante no confundirlo con su nieto, Diego Fernández Quiñones, quien sería el primer conde de Luna.

## Orígenes familiares
Diego Fernández de Quiñones era hijo de Diego Fernández Vigil de Aller y de Leonor Suárez de Quiñones, perteneciente a la nobleza leonesa. El matrimonio de sus padres consolidó alianzas dentro de las familias más influyentes de la región de León, lo que facilitó a Diego Fernández una posición de preeminencia desde temprana edad.
Gracias a los estratégicos matrimonios concertados con linajes influyentes como los Enríquez, Pimentel, Acuña, Mendoza, Manrique y Bazán, los Quiñones fortalecieron su red de alianzas y extendieron su influencia en el reino castellano. 

## Merino mayor de Asturias
En 1402, Diego Fernández de Quiñones fue designado merino mayor de Asturias, cargo que heredó de su tío Pedro Suárez de Quiñones, conocido como «el adelantado». Pedro Suárez de Quiñones había fallecido sin descendencia, nombrando a su sobrino como su heredero, lo que consolidó la posición de la familia en Asturias. La autoridad de los merinos mayores les confería el control sobre el orden público y la administración de justicia en sus respectivas regiones, y Quiñones desempeñó este cargo hasta su muerte, favoreciendo la estabilización de su linaje en el territorio. Durante este periodo, Enrique III separó de manera definitiva las circunscripciones territoriales de León y Asturias, delimitando así el ámbito de actuación de Diego Fernández.

## Carrera militar y lealtades políticas
Desde su juventud, Diego Fernández de Quiñones participó en diversas campañas militares, apoyando al infante Fernando de Antequera, quien más tarde se convertiría en rey de Aragón. Tomó parte en las acciones bélicas en Sevilla, Setenil, Grazalema y la conquista de Antequera, reforzando su posición en el ámbito militar y ganando reputación como noble leal y hábil en combate. Aunque inicialmente apoyó a los Infantes de Aragón, en la década de 1430 cambió su lealtad y se unió al bando real de Juan II de Castilla, junto con sus hijos.

## Ruptura con el condestable Álvaro de Luna
A pesar de su lealtad anterior, Diego Fernández de Quiñones cambió nuevamente de bando hacia el final de su vida, debido a las disputas entre la alta nobleza castellana y el poderoso Álvaro de Luna. Luna, quien ejercía una gran influencia sobre el rey Juan II, emprendió diversas medidas para limitar el poder de las principales familias nobiliarias del reino, entre las que se encontraba la casa de Quiñones. Como resultado, Diego fue desposeído de una parte de sus dominios, los cuales fueron transferidos al príncipe de Asturias. Esta acción desencadenó una ruptura entre Quiñones y el monarca, al tiempo que fortaleció la unión de Quiñones con otros linajes afectados.

## Fundación de mayorazgos y legado
A pesar de la pérdida de territorios, Diego Fernández de Quiñones recibió en 1440 licencia real para establecer mayorazgos bien dotados para cada uno de sus hijos varones, asegurando así la continuidad de su linaje y la preservación de su patrimonio. Esta medida consolidó la estructura familiar de los Quiñones y garantizó su influencia en la región de León y en otras áreas de Castilla a través de las generaciones. La fundación de estos mayorazgos representó una estrategia común en la nobleza medieval para conservar las propiedades familiares frente a los cambios políticos.

## Muerte y sepultura
Diego Fernández de Quiñones falleció en los primeros meses de 1445 y fue sepultado en la Real Colegiata de San Isidoro de León. La capilla en la que fue enterrado, que aún conserva los escudos y armas de la casa de Quiñones, es un testimonio de la importancia y prestigio de esta familia en la historia de León. Su vida y carrera representan el carácter complejo de la nobleza castellana en la Baja Edad Media, marcada por lealtades fluctuantes y una búsqueda constante de consolidación del poder.

## Matrimonio y descendencia
Diego Fernández de Quiñones contrajo matrimonio entre 1405 y 1406 con María de Toledo, perteneciente a la influyente familia Toledo, emparentada con la alta nobleza castellana. Esta unión fortaleció la posición de los Quiñones y consolidó su presencia en los círculos nobiliarios de la época. Fruto de este matrimonio, tuvieron diez hijos: cuatro varones y seis mujeres, quienes mediante alianzas matrimoniales contribuyeron a extender el prestigio de la casa de Quiñones.
- Pedro de Quiñones, heredero de los títulos principales de su padre, incluyendo el señorío de Luna. Pedro continuó la tradición de la familia en la administración y defensa de sus territorios, asegurando su poder en Asturias y León. Contrajo matrimonio con María de Bazán, miembro de una importante familia con posesiones en Galicia y León, consolidando así el poder territorial de los Quiñones.[2]

- Suero de Quiñones, destacado por su participación en la Paso Honroso en 1434, un evento caballeresco de gran relevancia histórica en el cual defendió la honra de su familia y su propio prestigio como caballero. Este torneo, que tuvo lugar en el puente de Hospital de Órbigo, atrajo la atención de la nobleza de toda España, y Suero fue inmortalizado en las crónicas medievales. Suero contrajo matrimonio con Elvira de Zúñiga, perteneciente a la casa de Zúñiga, ampliando así la influencia de la familia Quiñones en Extremadura.[3]

- Fernando de Quiñones, que hereda los lugares de Barcial de la Loma, Valdepalacios y Torrico.[4] Da origen a la rama Quiñones de Benavente, nombre que toma de la localidad zamorana, de donde que tuvo que huir al verse involucrado en una pendencia con un deudo del Conde, esposo de su tía. De aquí se estableció en Valdelaguna, en el entonces reino de Toledo, contrayendo matrimonio con Juana Díaz en Morata de Tajuña.[5][6] Este lance tuvo repercusión en su época, sirviendo de base argumental a Lope de Vega para una de sus obras tempranas, La piedad ejecutada.[7] Entre sus descendientes se encuentra el entremesista Luis Quiñones de Benavente.[8]

- Diego de Quiñones, el hijo menor, de quien se tiene menos información en las crónicas de la época. Se le reconoce por su papel en la defensa de los intereses de su familia en los territorios heredados y por contribuir a la administración de los bienes de su linaje.

- Teresa de Quiñones, contrajo matrimonio con Enrique Enríquez de Guzmán, miembro de la poderosa casa de Enríquez, emparentada directamente con la familia real. Este enlace afianzó la relación de los Quiñones con la corte castellana y elevó su prestigio en la nobleza.[9]

- María de Quiñones, casó con Rodrigo Pimentel, perteneciente a la casa de Pimentel, uno de los linajes más relevantes en Castilla y León. La unión de María con los Pimentel permitió a los Quiñones acceder a posiciones privilegiadas en la administración real y a nuevos territorios en Galicia y Portugal.[10]

- Isabel de Quiñones, contrajo matrimonio con Pedro Manrique de Lara, miembro de la poderosa casa de Manrique de Lara, con fuertes vínculos en Castilla. Esta alianza aumentó la influencia de la familia Quiñones en la Corona de Castilla y la relación con los territorios del norte peninsular.[11]

- Leonor de Quiñones, contrajo matrimonio con Pedro de Mendoza, miembro de la casa de Mendoza, uno de los linajes más destacados de la época. Esta unión fortaleció las conexiones de los Quiñones en el Reino de Navarra y aumentó sus propiedades en Castilla.[12]

- Elvira de Quiñones y Mencía de Quiñones, las dos hijas menores, de quienes se tienen menos detalles en las crónicas. Probablemente fueron casadas con otros nobles castellanos para mantener y expandir las redes familiares, aunque sus alianzas exactas no están bien documentadas.[13]

Gracias a estos matrimonios estratégicos, la casa de Quiñones se consolidó como una de las familias más poderosas del Reino de Castilla y Reino de León, extendiendo su influencia a lo largo de diversas regiones y asegurando vínculos con otros importantes linajes de la península. Las uniones de sus hijos e hijas con las casas Enríquez, Pimentel, Acuña, Mendoza, Manrique de Lara y Zúñiga aseguraron a los Quiñones una posición de influencia tanto en la corte como en las principales estructuras de poder del reino.